# Kumano Hayatama-Taisha

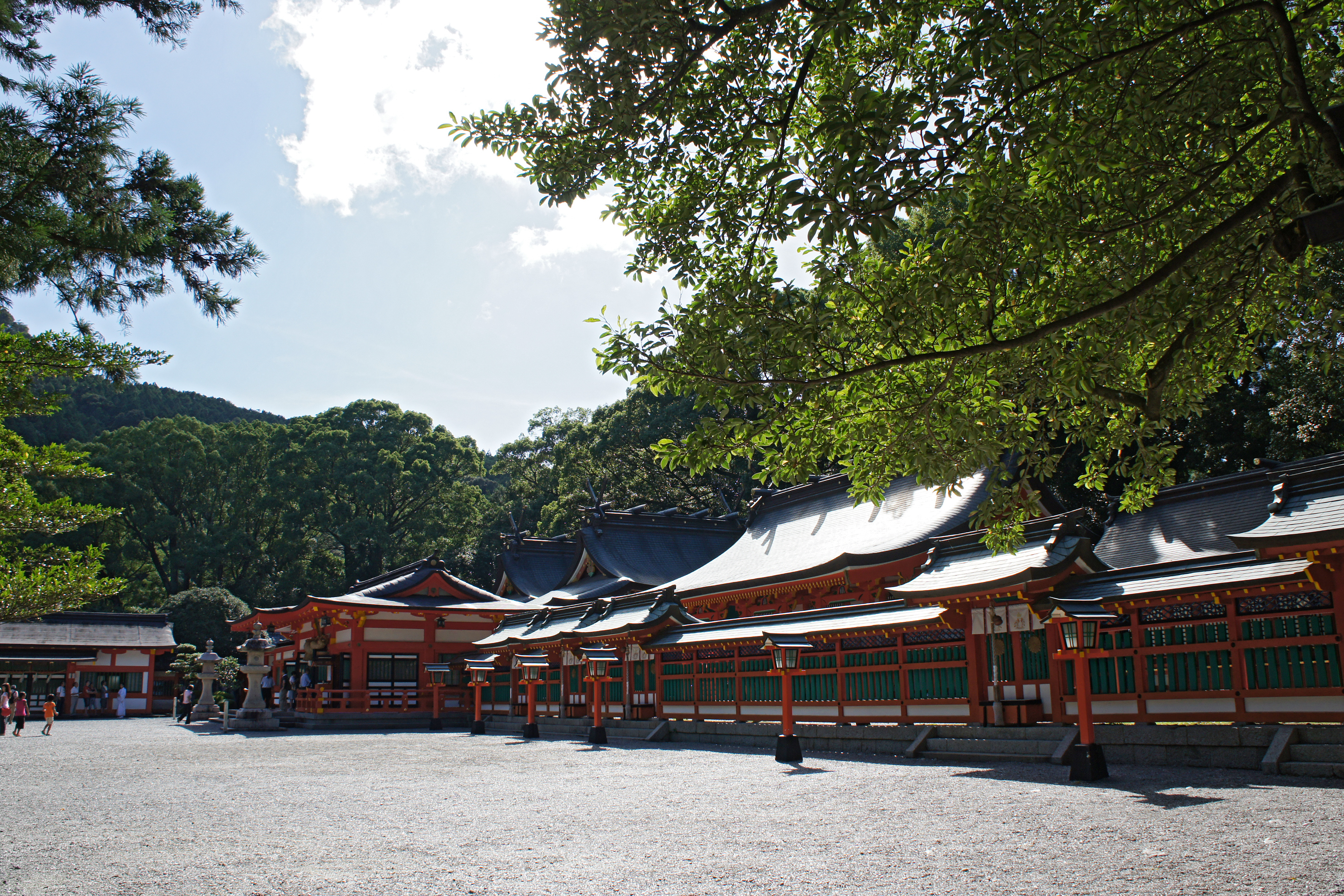
Der Kumano Hayatama-Taisha

Der Kumano Hayatama-Taisha (jap. 熊野速玉大社; auch einfach nur Shingū (新宮)) ist ein Shintō-Schrein an der Mündung des Flusses Kumano nahe der Stadt Shingū in der Präfektur Wakayama, Japan.
Er soll von Keikō-tennō gegründet worden sein und gehört mit Kumano Hongū-Taisha, Kumano Nachi-Taisha und zwei buddhistischen Tempeln zum Kumano-sanzan, der südlichsten der Heiligen Stätten und Pilgerstraßen in den Kii-Bergen, die 2004 von der UNESCO in die Liste des Weltkulturerbes aufgenommen wurden.
Bis in die späte Kamakura-Zeit wurden auch alle 33 Jahre komplette Neubauten des Schreins (sengū) durchgeführt, die dann aber wegen mangelnder finanzieller Unterstützung seitens der Regierung eingestellt wurden. Erst in der Nanboku-chō-Periode unter Shōgun Ashikaga Yoshimitsu bekam der Schrein wieder wesentliche Mittel von der Regierung zugestellt.
Die gegenwärtigen Bauten stammen aus dem Jahr 1951. Zum Schreinkomplex gehört auch der Berg Gongenyama mit mehreren heiligen Stätten, darunter der Nebenschrein (sessha) Kamikura-jinja, in dem der Kami Amenokagoyama verehrt wird. In der unmittelbaren Nähe des Kamikura-jinja befindet sich ein riesiger Fels namens Gotobiki-iwa, der hier ebenfalls als heilig verehrt wird. Auf dem Schreingelände befindet sich auch ein heiliger Baum (nagi-no-ki) der ArtNageia nagi Er soll hier im Jahr 1159 gepflanzt worden sein und hat einen Stamm-Durchmesser von 4,5 Metern und eine Höhe von 17,6 Metern.

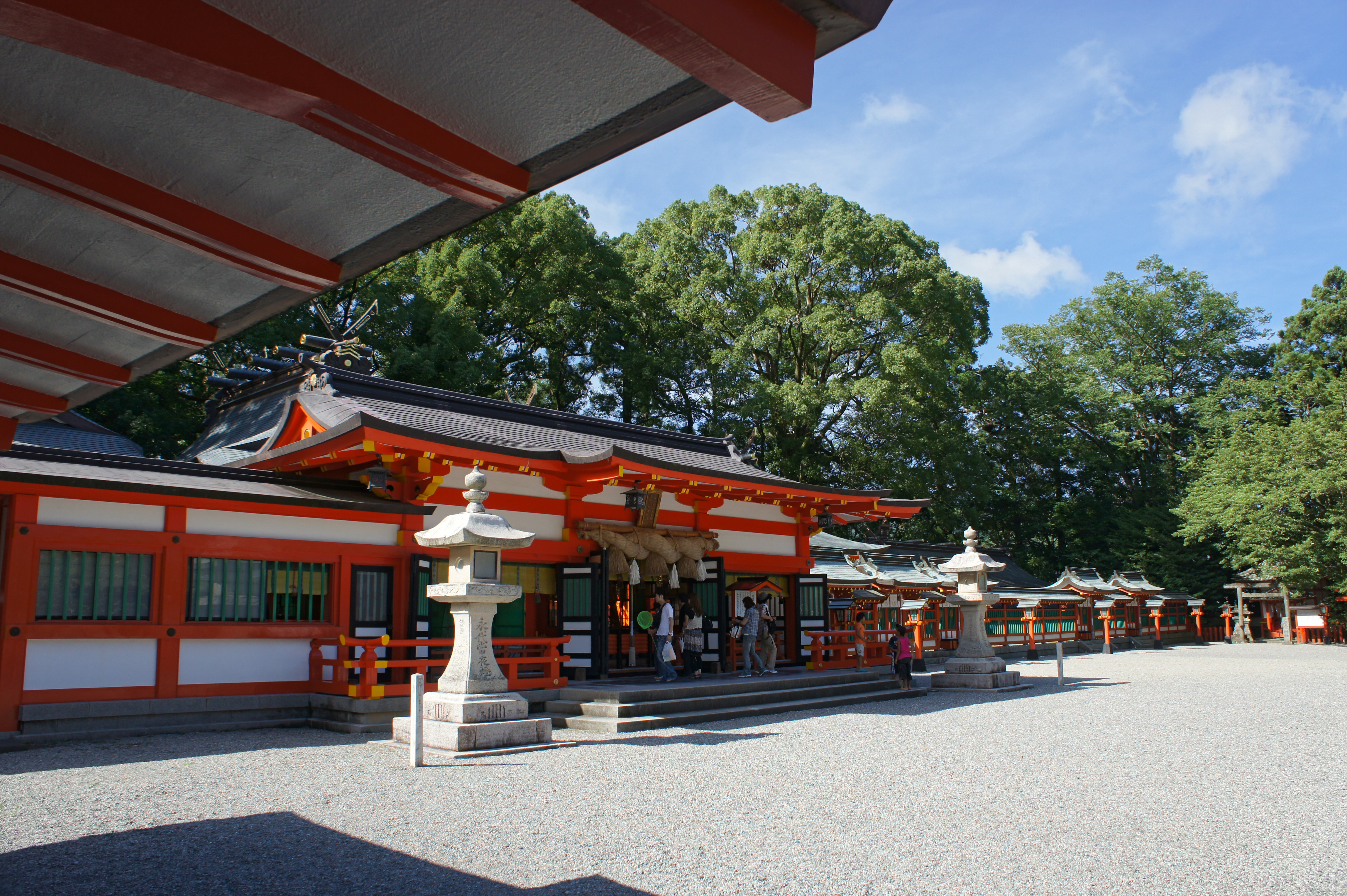
Haiden

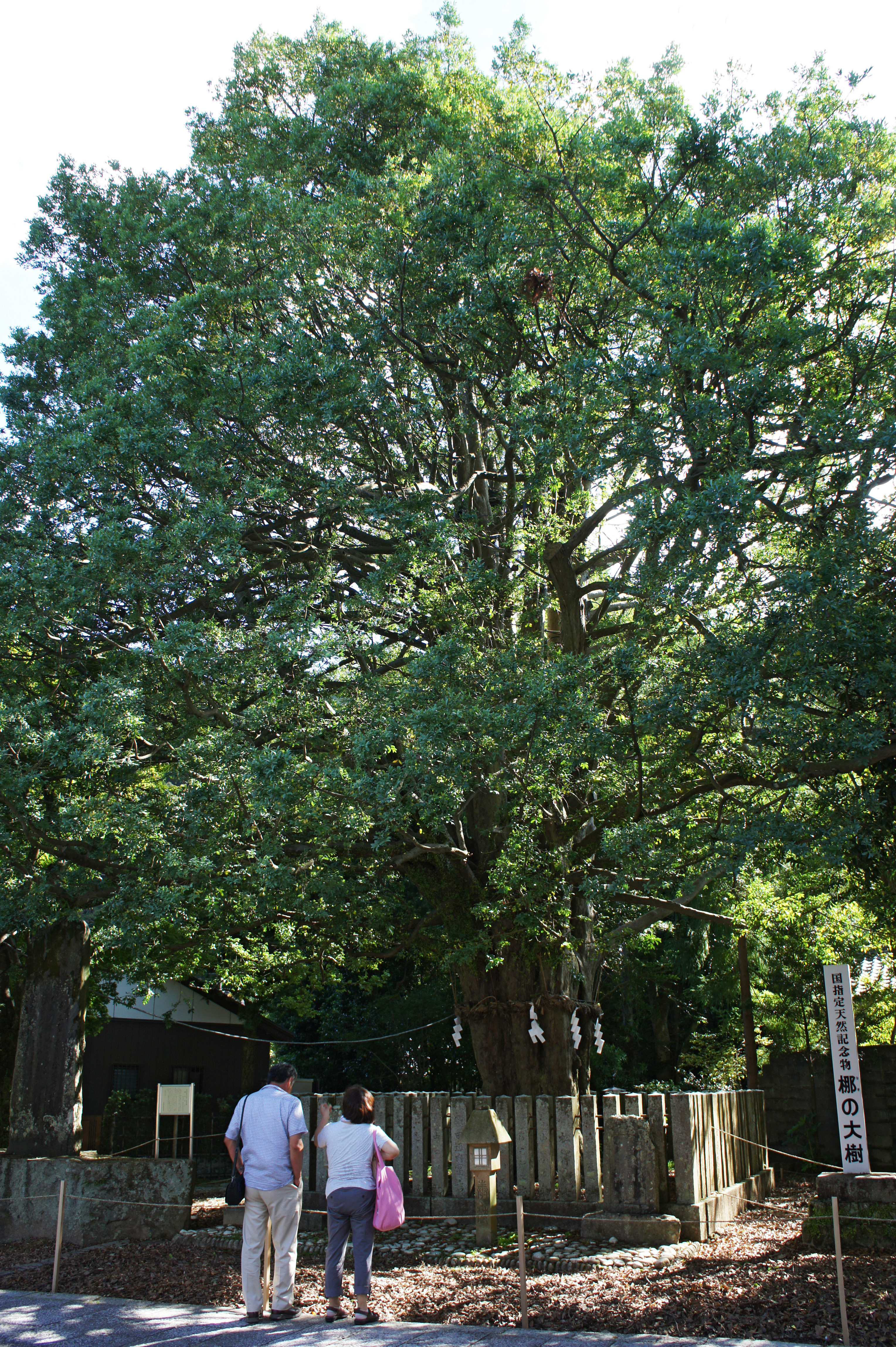
Nagi-no-ki, heiliger Baum der Art Nageia nagi

Kami des Schreins sind u. a. Toyo-kumo-nu und Uhi-ji-ni sowie Ō-to-no-ji und Kuno-no-sa-zuchi-no-kami (wie auch im Nachi-Taisha) sowie Izanagi (unter dem Namen Hayatama-no-kami; dem Nihonshoki zufolge ein eigenständiger und aus der Spucke Izanagis geborener Kami). Der Schrein hatte wie die anderen Kumano-Schreine auch eine lange Tradition buddhistischer Interpretation der verehrten Götter, die aber im Rahmen des Shinbutsu-Bunri in der Meiji-Zeit unterbunden bzw. abgeschafft wurde.
Das go-shintai ist eine hölzerne Statue. Kopien von dieser und der im Kumano Nachi-Taisha werden im Museum des Kumano Hayatama-Taisha ausgestellt. Der Schrein selbst hat über 3.000 bunrei an andere Schreine im ganzen Land verteilt.
Ein kleiner Nebenschrein steht zwischen den beiden Haupthallen, er ist den ersten drei Kami (zōka-sanjin bzw. zōkasanshin) Amenominakanushi, Takamimusuhi, und Kamimusuhi gewidmet, die am Anfang der Schöpfung im Kojiki erscheinen.
Der legendäre Takakuraji wird als Kami im Takakura-jinja verehrt, der 1907 zu einem sessha wurde.
Ein bekanntes Fest am Schrein ist das Kumano Oto-Matsuri. Es ist ein Feuerfest, das mit vielen Fackeln am 6. Februar jeden Jahres (ursprünglich am 6. Januar) begangen wird.